# Landschaftsverband Stade

Zuständigkeitsbereich des Landschaftsverbandes

Der Landschaftsverband der ehemaligen Herzogtümer Bremen und Verden, kurz Landschaftsverband Stade, ist ein eingetragener Verein in Stade. Er zählt zu den Landschaftsverbänden in Niedersachsen und wurde 1963 gegründet.

## Geografischer Zuständigkeitsbereich
Der Wirkungsbereich entspricht in etwa dem der Landschaft der Herzogtümer Bremen und Verden. Er entspricht somit grob dem Elbe-Weser-Dreieck. Die alten Herzogtümer Bremen und Verden – ohne den Bereich um die Stadt Schneverdingen – und das Land Hadeln bildeten im Königreich Hannover die Landdrostei Stade und dieser Bereich wies mit dem ehemaligen Regierungsbezirk Stade bis 1978 eine territoriale Kontinuität auf. Zum geografischen Zuständigkeitsbereich des Landschaftsverbandes gehören das ehemals braunschweigische Thedinghausen, das 1972 in den Landkreis Verden eingegliedert wurde, und das bis 1937 hamburgische Cuxhaven, das heute im Landkreis Cuxhaven liegt, sowie weitere kleinere Randgebiete, die im Laufe der Jahre durch kommunale Gebietsreformen ihre Zugehörigkeit gewechselt haben.

## Mitglieder
Mitglieder des Landschaftsverbandes sind die Landkreise Cuxhaven, Stade, Rotenburg (Wümme), Osterholz und Verden, 17 Städte und Gemeinden und 39 Geschichts-, Heimat- und Kulturvereine, sowie die Landschaft der vormaligen Herzogtümer Bremen und Verden. Zum Vorstand gehören jeweils zwei Vertreter der Landschaft, der Landkreise, der Städte und Gemeinden, der Vereine sowie ein Vertreter der regionalen Geschichtsforschung.

## Aufgaben
Der Landschaftsverband Stade bemüht sich um Kulturförderung, Identitätspflege und Regionalmarketing. Insbesondere leistet er regionale Kulturarbeit. Neben eigenen Projekten fördert er Kulturprojekte seiner Mitglieder und von Kulturträgern im Fördergebiet. Die Entwicklung der Museumslandschaft wird durch einen hauptamtlichen Museumsberater unterstützt. Mit dem „Programm zur Bewahrung der Museumsbestände“ werden zusammen mit der niedersächsischen Landesregierung Maßnahmen zum Erhalt von Museumsgut gefördert. Darüber hinaus veranstaltet der Verband jährlich eine „Museumspädagogische Woche“ in Zusammenarbeit mit einer allgemeinbildenden Schule am Standort des Museums. Großes Engagement entwickelt der Landschaftsverband auch bei der Pflege und Verbreitung der plattdeutschen Sprache. So bietet er Theaterseminare für Erwachsene wie auch für Jugendliche an. Er gibt den Seminarteilnehmern die Möglichkeit, auf verschiedenen Theaterbühnen im Elbe-Weser-Dreieck ihr so gelerntes Können dann auch vorzustellen. Dazu reist das „Theater auf dem Flett“ mit seinen Stücken durch die Heimathäuser der Region, die „Wellenbreker“, das Jugendtheaterseminar, präsentiert sich eher auf Schulbühnen. Im Rahmen des Projektes zum Kriegsende befasste sich der Landschaftsverband auch mit der Geschichte der nach dem Zweiten Weltkrieg im Fördergebiet heimisch gewordenen Flüchtlinge und Heimatvertriebenen.

## Publikationen
Im Rahmen seiner Tätigkeit gibt der Landschaftsverband Stade neben der viermal jährlich erscheinenden Zeitschrift Heimat und Kultur zwischen Elbe Weser eine wissenschaftliche Schriftenreihe sowie seit 2001 eine ebenfalls wissenschaftliche, aber im Umfang begrenzte „kleine“ Schriftenreihe heraus. Ein Schwerpunkt der Schriftenreihe ist die auf vier Bände angelegte Geschichte der Region unter dem Titel Geschichte des Landes zwischen Elbe und Weser, von der bislang (Stand: April 2020) drei Bände erschienen sind. Darüber hinaus hat er mehrere CDs sowie einen Videofilm veröffentlicht. Außerdem erscheint regelmäßig die „Zeitschriftenschau“, ein Verzeichnis des Aufsatzschrifttums zwischen Elbe und Weser. Die letzte gedruckte Version dieser Zeitschriftenschau erschien 2002/2003, seitdem wird sie nur noch online angeboten.